# الشبح (مسلسل كوري جنوبي)
الشبح (بالكورية: 유령) هو مسلسل تلفزيوني كوري جنوبي من بطولة سو جي سوب، لي يونهي، أوم كي جون وسونغ ها يون. تم عرض المسلسل على قناة إس بي إس في الفترة من 30 مايو حتى 9 أغسطس 2012.

## روابط خارجية
- الشبح على موقع IMDb (الإنجليزية)
- الشبح على موقع كينوبويسك (الروسية)
- الشبح على موقع قاعدة بيانات الفيلم (الإنجليزية)